# Драматичен театър - Скопие
Драматичен театър – Скопие (на македонска литературна норма: Драмски театар – Скопје) е драматичен театър в Скопие, Северна Македония.

## История
Театърът е основан през 1946 г. като куклен/детски театър в рамките на Македонския народен театър (МНТ).
През 1949 година, след няколко успешни куклени представления, куклената сцена при МНТ официално прераства в Градски куклен театър, а негов пръв директор става Лазар Балабанов.
В сезона 1957/58, под ръководство на Ристо Стефановски, театъра се реорганизира в Младежко-детски театър, който играе представленията си на две сцени: младежка и детска. От 1960 г. в театъра започва да работи и вечерната сцена с първо представление „Преживелиците на Николетина Бурсач“; драматизация Миня Дедич; режисура Петре Пърличко; премиера на 5 февруари 1960).
От земетресението през 1963 г. до 1965 г. театърът няма своя сграда. Дори през 1965 г. той се нанася в сегашния монтажен обект. Същевременно се формира и постоянен професионален ансамбъл, за негови основатели се смятат: Нада Гешоска, Димитър Гешоски, Дарко Дамевски, Вукан Диневски, Мара Исая, Йон Исая, Ацо Йовановски, Тодорка Кондова-Зафировска, Драги Кръстевски, Крум Стоянов, Милица Стоянова и Кирил Кьортошев. От 1967 г. културната институция се преименува на Драматичен театър.
До края на 2001 г. Драмативен театър – Скопие има поставени 332 премиери и играни повече от 10 500 представления.